# Montecilfone
Montecilfone (in Arbëresh: Munxhufuni) ist eine italienische Gemeinde (comune) mit 1227 Einwohnern (Stand 31. Dezember 2023) in der Provinz Campobasso in der Region Molise. Die Gemeinde liegt etwa 40,5 Kilometer nordnordöstlich von Campobasso.

## Geschichte
Im Gemeindegebiet siedelten im Mittelalter albanische Emigranten. Daher wird noch heute ein alter tosk-albanischer Dialekt in der Gemeinde gesprochen.